# Verbascum pinetorum
Verbascum pinetorum är en flenörtsväxtart som först beskrevs av Pierre Edmond Boissier, och fick sitt nu gällande namn av O. Kuntze. Verbascum pinetorum ingår i släktet kungsljus, och familjen flenörtsväxter. Inga underarter finns listade i Catalogue of Life.